# Christina Mrázková-Kluge
Christina Mrázková-Kluge (26. prosince 1963, Halle an der Saale) je česko-německá sopranistka. 

## Hudební vzdělání
Ve svém rodném městě Halle an der Saale (NDR), studovala na Konzervatoři G. F. Händela obory zpěv, kytara a klavír. Sólový zpěv studovala na Vysoké hudební škole F. Mendelssohna–Bartholdyho v Lipsku u komorní pěvkyně prof. Elisabet Breul. Po úspěšné obhajobě své rigorózní práce získala titul PaedDr. (doktor pedagogiky). 
Účastnila se také mezinárodních pěveckých seminářů ve Výmaru u prof. P. G. Lisiziana.

## Umělecká činnost
Již jako studentka hostovala v Operním divadle v Lipsku, první angažmá přijala v Městském divadle v Chotěbuzi. 
Po přesídlení do Čech následovala angažmá a pohostinská vystoupení ve Státní opeře Praha, v Hudebním divadle Karlín, v Národním divadle v Brně, v Komorní opeře v Praze, ve Státním divadle v Ústí nad Labem aj., kde ztvárnila mimo jiné role Violetty ve Verdiho opeře La traviata, Liù v Pucciniho opeře Turandot, Blondchen v Entführung aus dem Serail,  Zuzanku v Mozartově  Le nozze di Figaro, Donna Elvira v Don Giovanni ,Pamina a Papagena v opeře Die Zauberflöte , Marzelinu v Beethovenově Fideliu, Terinku z Dvořákovy opery Jakobín, ale také Adélu ze Straussova Netopýra, Gräfin Zedlau ze Straussova operetě Vídeňská krev či Arsenu z Cikánského barona. S Arsenou hostovala v Izraeli (Tel Aviv, Jeruzalém aj.). 
Rozsáhlá je její koncertní činnost v oblasti písňové i oratorní. 
Účastní se na Rozhlasových, televizních a CD nahrávkách –  natočila v roce 2002 CD s významným českým varhaníkem prof. Jaroslavem Vodrážkou.

## Pedagogická činnost
Vyučovala několik let na Pěvecké konzervatoři Praha obor klasický zpěv. Nyní vyučuje sólový zpěv na Gymnázium a Hudební škole Hlavního města Prahy. Jako hlasový pedagog působí pravidelně na mezinárodních pěveckých seminářích a operních dílnách (Německo, Polsko, Litva, Slovensko, Rakousko) a je často zvána do porot mezinárodních pěveckých soutěží.